# Busenje
Busenje (en serbe cyrillique : Бусење ; en hongrois : Káptalanfalvá) est un village de Serbie situé dans la province autonome de Voïvodine. Il fait partie de la municipalité de Sečanj dans le district du Banat central. Au recensement de 2011, il comptait 63 habitants.

## Démographie
| 1948 | 1953 | 1961 | 1971 | 1981 | 1991 | 2002 | 2011 |
| ---- | ---- | ---- | ---- | ---- | ---- | ---- | ---- |
| 229  | 240  | 224  | 185  | 141  | 119  | 94   | 63   |

|  |